# Seridó
Seridó är en kommun i Brasilien.   Den ligger i delstaten Paraíba, i den östra delen av landet, 1 600 km nordost om huvudstaden Brasília. Antalet invånare är 10 230.
Omgivningarna runt Seridó är huvudsakligen savann. Runt Seridó är det ganska tätbefolkat, med 52 invånare per kvadratkilometer.